# Lumbrineris longensis
Lumbrineris longensis är en ringmaskart som beskrevs av Hartman 1960. Lumbrineris longensis ingår i släktet Lumbrineris och familjen Lumbrineridae. Inga underarter finns listade i Catalogue of Life.